# Peromyia longicostalis
Peromyia longicostalis är en tvåvingeart som beskrevs av Boris Mamaev och Zaitzev 1997. Peromyia longicostalis ingår i släktet Peromyia och familjen gallmyggor.
Artens utbredningsområde är Sverige. Inga underarter finns listade i Catalogue of Life.